# تپه و گورستان بسطاملو
تپه و قبرستان بسطاملو مربوط به سده‌های متاخر دوران‌های تاریخی پس از اسلام است و در شهرستان خداآفرین، روستای بسطاملو واقع شده و این اثر در تاریخ ۲۷ بهمن ۱۳۸۷ با شمارهٔ ثبت ۲۴۵۰۲ به‌عنوان یکی از آثار ملی ایران به ثبت رسیده است.